# Astragalus ornithorrhynchus
Astragalus ornithorrhynchus är en ärtväxtart som beskrevs av Mikhail Grigoríevič Popov. Astragalus ornithorrhynchus ingår i släktet vedlar, och familjen ärtväxter. Inga underarter finns listade i Catalogue of Life.